# 鳥喙蘆鯉
鳥喙蘆鯉（学名：Thryssocypris ornithostoma）为輻鰭魚綱鯉形目鲤科的其中一種，分布於亞洲婆羅洲西部河流，體長可達9公分，棲息水底。

## 扩展阅读
維基物種上的相關：鳥喙蘆鯉